# Bisnius scoticus
Bisnius scoticus är en skalbaggsart som först beskrevs av Joy och John Read le Brockton Tomlin 1910.  Bisnius scoticus ingår i släktet Bisnius, och familjen kortvingar. Arten är reproducerande i Sverige.